# Pío Montenegro
Pío Montenegro (Santiago del Estero, 13 de junio de 1885-ibídem, 1949) fue un político y abogado argentino, que ejerció como Gobernador de Santiago del Estero entre 1936 y 1939.

## Biografía
Fue Senador nacional por Santiago del Estero por el Partido Radical Unificado, siendo electo en 1932 y reelecto en 1935, en esta ocasión renunciando para ocupar la gobernación al año siguiente.
Llegó al cargo con el apoyo del gobernador Juan Bautista Castro, por el PRU. Las disputas con Castro comenzaron al primer año de mandato, y para las elecciones de 1937 se desvinculan, postulándose Montenegro por el Partido Radical Unificado, apoyando a Roberto Marcelino Ortiz como presidente y la UCRU, con Castro como adversario, y apoyando a Marcelo T. de Alvear. Sin embargo, las fuerzas se unifican para permitir la elección a senador de Castro el 26 de enero de 1938, pero separándose nuevamente para la elección de diputados nacionales al otro día, imponiéndose la lista apoyada por Montenegro.
Durante su gestión, la provincia fue azotada por una sequía de grandes proporciones durante 1937, que afectó a los departamentos del sur de la provincia, y que motivó una campaña de ayuda nacional desde los medios de la Capital Federal. Sin embargo, el gobierno de Montenegro rechazó los donativos aduciendo que la provincia de Santiago del Estero, no era una provincia menesterosa. Las consecuencias sociales de la sequía fueron dramáticas, provocando una gran emigración de la población rural santiagueña hacia provincias vecinas, pero principalmente hacia el cordón industrial de Buenos Aires.
En septiembre de 1939, el congreso dispone la intervención federal de la provincia designándose a Manuel Bonastre al frente de la misma. La intervención se debió a motivos políticos y a la decisión del presidente Ortiz, aduciéndose diversos conflictos internos.